# Carah Faye Charnow
Carah Faye Charnow (3 de agosto de 1984, Santa Bárbara, California) es una cantante y compositora estadounidense, vocalista de Shiny Toy Guns (2003-2008, 2011-presente). En 2008 dejó la banda para convertirse en la cantante principal del grupo Versant, el cual abandonó en 2011 para volver a formar parte de Shiny Toy Guns.

## Shiny Toy Guns
En el 2004, Carah se unió a la banda de indie rock/electrónica Shiny Toy Guns. Luego, en enero de 2005 lanzaron We Are Pilots (Universal Music) y comenzaron una gira alrededor de los Estados Unidos. Las canciones más populares del álbum son “You Are the One”, “Le Disko” (las dos como sencillos) y “We Are Pilots”. El grupo ganó popularidad en California y a través de la página de MySpace. El 6 de diciembre de 2007, We Are Pilots recibió una nominación a los premios Grammys en la categoría de mejor Álbum de música electrónica. Carah permaneció como la vocalista principal de Shiny Toy Guns hasta que fue dejada ir en agosto del 2008, y no fue hasta febrero del 2011 cuando se vuelve a integrar a Shiny Toy Guns con la presentación del videoclip "Together Again".

## Versant
Para finales de 2008, Carah Faye Charnow comenzó una nueva banda, llamada Versant, junto a Richard Ankers (Batería), Johan Grettve (Guitarra/Teclados), Daniel Johansson (Guitarra/Teclado) y Nicholas Oja (Bajo). El 8 de enero de 2009 lanzaron la versión demo de “Push Away”, una canción que será incluida en su primer disco proyectado para el otoño del 2009.